# Arthur et les Minimoys (série)
Arthur et les Minimoys (em Portugal Artur e os Minimeus) é uma série de romances juvenis de Luc Besson adaptados para o cinema, pelo próprio autor.

## Livros
Os livros são publicados em Portugal pela Edições Asa, e são os seguintes:
- Artur e os Minimeus
- Artur e a Cidade Proibida
- Artur e a Vingança de Maltazard
- Artur e a Guerra dos Dois Mundos

## Filmes
Os filmes são os seguintes:
- Artur e os Minimeus (2006)
- Artur e a Vingança de Maltazard (2009)
- Artur e la Guerre des deux mondes (2010)